# Michelau in Oberfranken
Michelau in Oberfranken è un comune tedesco di 6 790 abitanti, situato nel land della Baviera.
|  |  |  |